# Bling Blineo
Bling Blineo fue un concierto benéfico dirigido por el dúo Wisin & Yandel celebrado el 9 de junio de 2007 en el Shea Stadium de Nueva York. El concierto fue el tercer gran concierto celebrado en La Kalle 105.9 FM Reggaeton Festival.

## El Show
El concierto fue un espectáculo de medio día de duración a partir de la tarde y hasta bien entrada la noche. Los artistas variaron de iconos de la música incluyendo a Tito el Bambino, Don Omar, Héctor el Father, Victor Manuelle, Héctor Acosta, Jowell & Randy, J-King & Maximan, Guelo Star y Wisin & Yandel, que interpretó "Nadie como tu" Entonces todos se unieron, incluyendo a Don Omar para cerrar el espectáculo mediante la realización de Myspace.
Apariciones notables fueron dadas por Daddy Yankee, quienes actuaron en el festival, así como también en un concierto programado en Nueva Jersey la misma noche, 
tanto Arcángel & De la Ghetto y Zion habían actuado la noche anterior al concierto en la ciudad de Nueva York.

## Fechas del Tour
| Fecha              | Ciudad       | País           | Lugar        |
| Norteamérica       | Norteamérica | Norteamérica   | Norteamérica |
| ------------------ | ------------ | -------------- | ------------ |
| 9 de junio de 2007 | Nueva York   | Estados Unidos | Shea Stadium |